# Hory (Předín)
Hory (s předložkou 4. pád na Hory, 6. pád na Horách) jsou vesnice, místní část Předína. Ve vesnici žije 38 obyvatel.

## Geografická charakteristika
Katastrální území Hor leží v kraji Vysočina na západě okresu Třebíč. Na severu sousedí s Předínem, na severozápadě a západě s územím Sedlatic a Markvartic a na jihu s územím Svojkovic v okrese Jihlava, na východě pak s územím Želetavy.
Hory se rozkládají při silnici č. I/23, asi 1,5 km na jihozápad od Předína a asi 1,7 km od křižovatky se silnicí č. I/38. Velikost katastrálního území nedosahuje ani 1 km². Samy Hory leží na samém severu svého území při hranicích s územím Předína. Jejich území pokračuje jižním směrem do polí. Tam se zvedá až do výšky 683 m n. m. (kóta U obrázku). Nadmořská výška vlastního území vesnice se pohybuje kolem 667 m.

## Historie
První písemná zmínka o Horách pochází z roku 1257.
Z hlediska územní správy byly Hory v letech 1869–1930 vedeny jako obec v okrese Dačice, v roce 1950 jako obec v okrese Třešť a od roku 1961 jako část Předína v okrese Třebíč.
| Rok            | 1869 | 1880 | 1890 | 1900 | 1910 | 1921 | 1930 | 1950 | 1961 | 1970 | 1980 | 1991 | 2001 |
| -------------- | ---- | ---- | ---- | ---- | ---- | ---- | ---- | ---- | ---- | ---- | ---- | ---- | ---- |
| Počet obyvatel | 148  | 149  | 126  | 136  | 129  | 143  | 139  | 108  | 103  | 79   | 67   | 50   | 38   |

## Pamětihodnosti
- zvonice

## Osobnosti
- Vladimír Spousta (1904–1977), pedagog, spisovatel a malíř